# OSE 3107
De 3107 is een diesel elektrisch smalspoor treinstel van het type BDmh 2Z+4A/12 met tandrad voor het regionaal personenvervoer van de Organismos Sidirodromon Ellados (OSE).

## Geschiedenis
Het treinstel werd ontworpen en gebouwd door Stadler Rail. In 2007 werd gedurende twee maanden een treinstel op de Duitse museumspoorlijn tussen Biberach en Ochsenhausen getest.

## Constructie en techniek
Het treinstel is opgebouwd uit een aluminium frame met een frontdeel van GVK. Het treinstel heeft een lagevloerdeel. Dit treinstel wordt aangedreven door een dieselmotor van MTU die een dynamo met vier elektromotoren en bij tandstaaf twee elektromotoren aandrijft. Deze treinstellen kunnen tot drie stuks gecombineerd rijden. De treinstellen zijn uitgerust met luchtvering.

## Treindiensten
De treinen werden door de Diakofto Kalavrita Railway ingezet op het traject tussen Diakopto en Kalavryta.

## Foto's

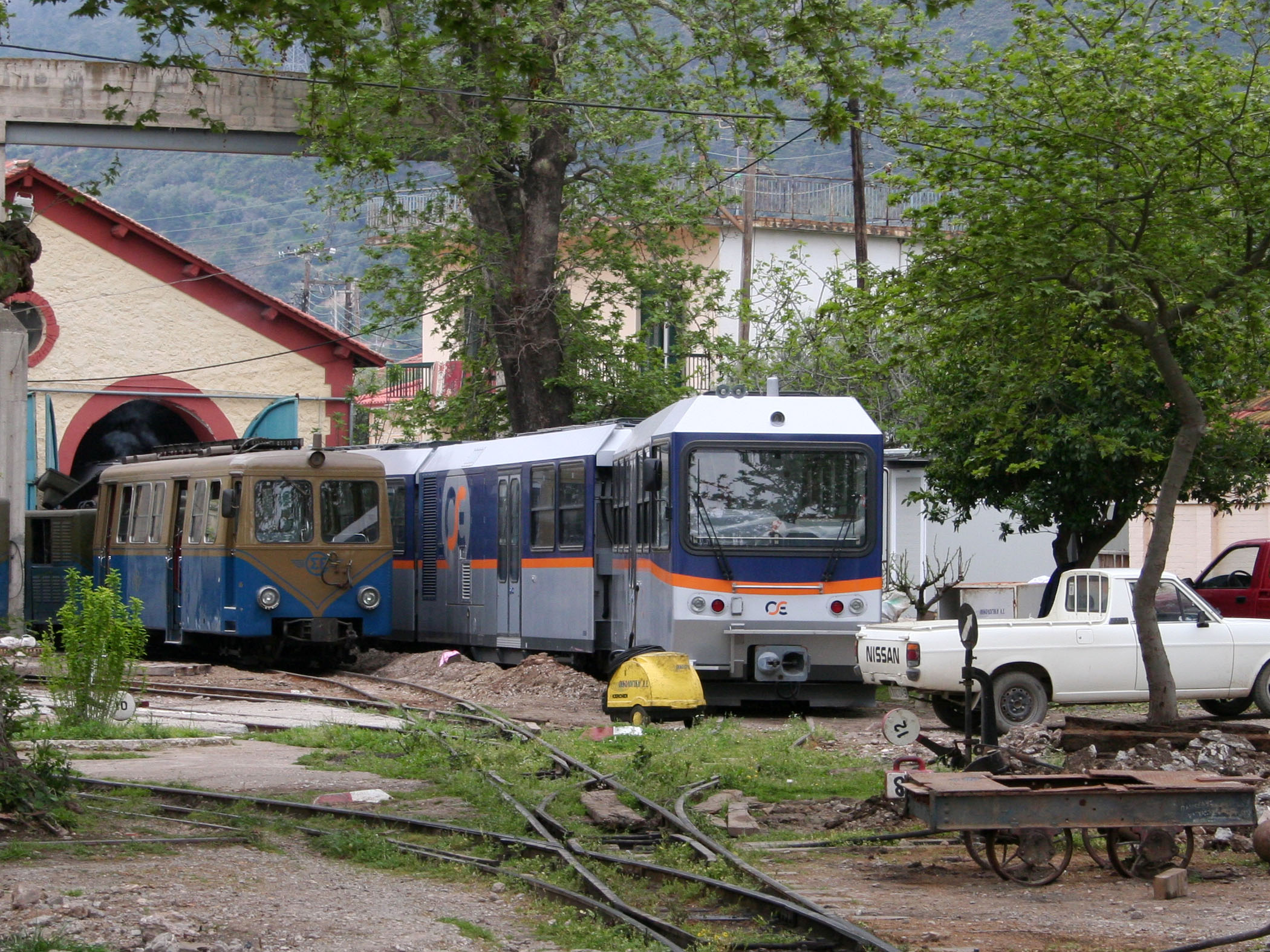
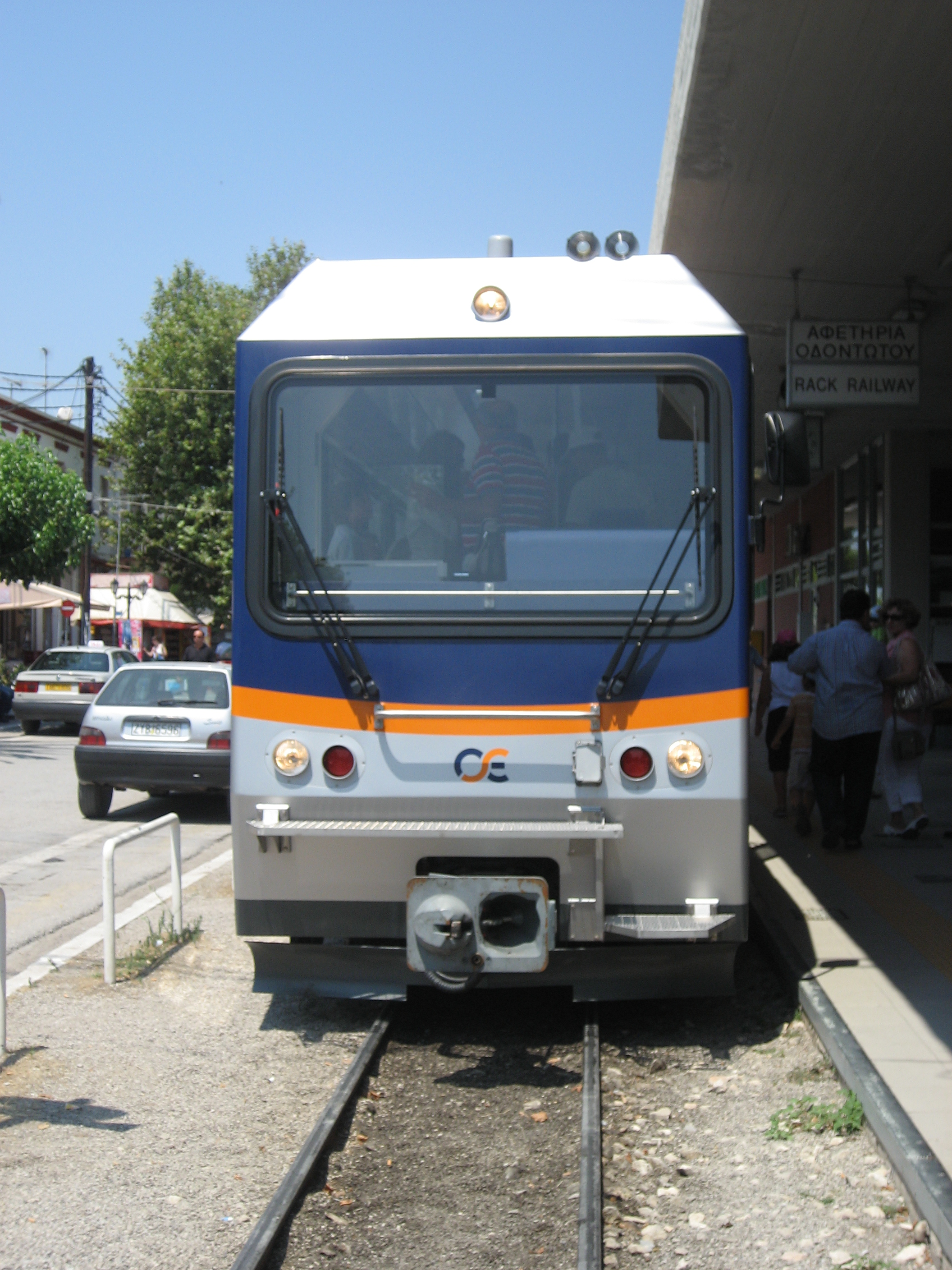
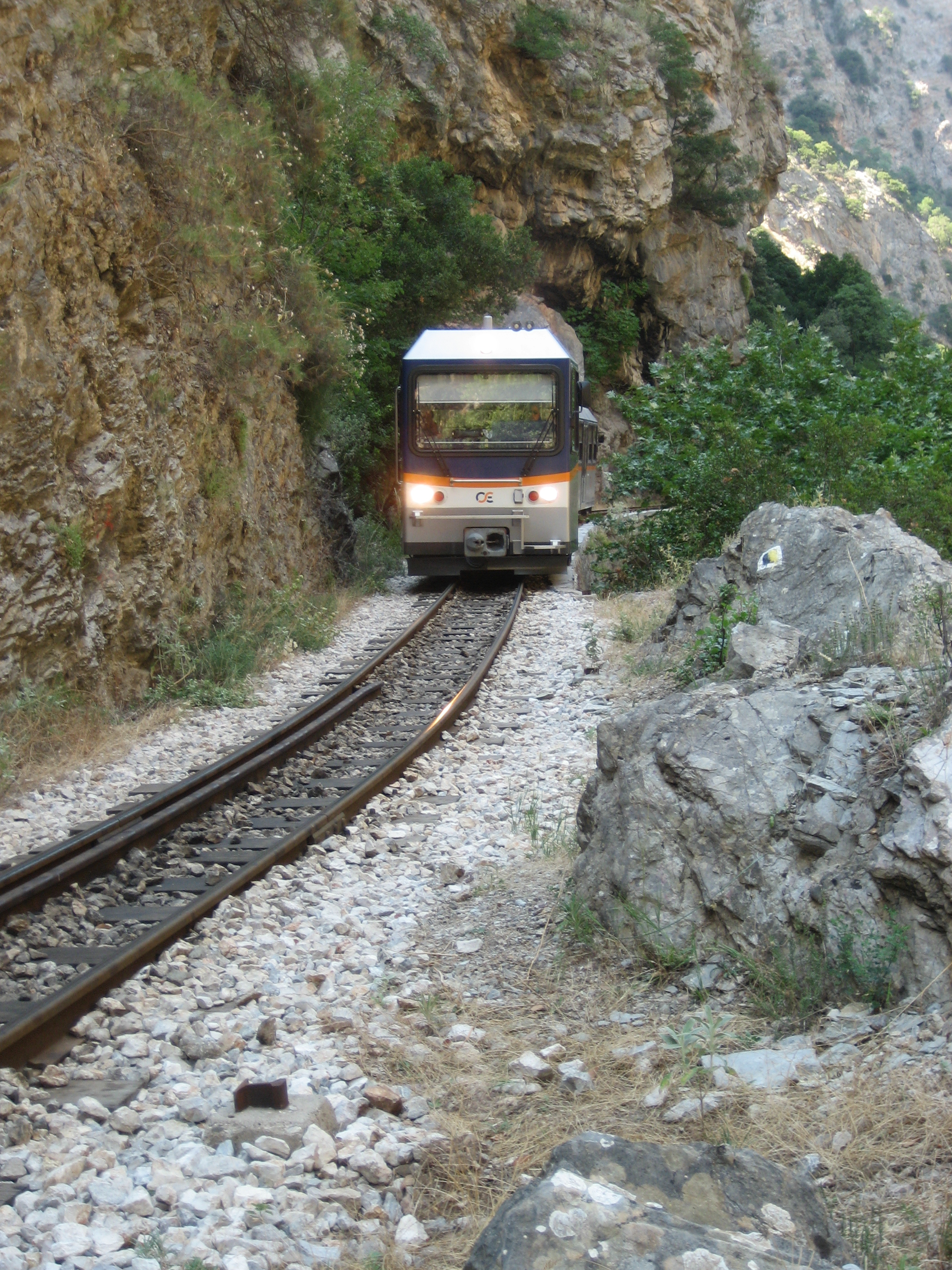